# NGC 3683A
NGC 3683A је спирална галаксија у сазвежђу Велики медвед која се налази на NGC листи објеката дубоког неба.
Деклинација објекта је + 57° 7' 59" а ректасцензија 11h 29m 11,6s. Привидна величина (магнитуда) објекта NGC 3683 износи 11,9 а фотографска магнитуда 12,6. NGC 3683A је још познат и под ознакама UGC 6484, MCG 10-17-6, CGCG 291-75, IRAS 11263+5724, PGC 35376.